# Murray McCully
Murray McCully (ur. 19 lutego 1953 w Whangarei) – nowozelandzki polityk i prawnik, działacz Nowozelandzkiej Partii Narodowej, wieloletni parlamentarzysta, a także minister w różnych resortach, w tym od 2008 do 2017 minister spraw zagranicznych.

## Życiorys
Studiował prawo na University of Auckland i na Uniwersytecie Wiktorii. Uzyskał uprawnienia zawodowe barristera i radcy prawnego. Pracował na kierowniczym stanowisko w przedsiębiorstwie branży public relations.
Zaangażował się w działalność polityczną w ramach Nowozelandzkiej Partii Narodowej. Był przewodniczącym organizacji narodowej tego ugrupowania i dyrektorem ds. komunikacji we władzach partii.
W 1987 po raz pierwszy został wybrany na posła do Izby Reprezentantów (42. kadencji). Z powodzeniem ubiegał się o reelekcję w wyborach w 1990, 1993, 1996, 1999, 2002, 2005, 2008, 2011 i 2014, zasiadając w niższej izbie nowozelandzkiego parlamentu kolejnych kadencji (43., 44., 45., 46., 47., 48., 49., 50. i 51.).
Wielokrotnie wchodził w skład rządu w randze ministra w gabinetach, na czele których stawali Jim Bolger i Jenny Shipley (1991–1999), a od 2008 John Key. Od października 1991 do października 1996 był ministrem ds. ceł, w listopadzie 1993 został dodatkowo ministrem mieszkalnictwa (do lutego 1999), zaś w grudniu 1996 objął resort turystyki (do kwietnia 1999) oraz resort sportu i wypoczynku (do grudnia 1999). W grudniu dodatkowo powierzono mu obowiązki ministra ds. ubezpieczeń (do grudnia 1999). Powrócił do rządu w listopadzie 2008, kiedy to został ministrem spraw zagranicznych oraz ministrem sportu i rekreacji. Odpowiadał także za resort powołany do organizacji Pucharu Świata w Rugby 2011. W listopadzie 2014 zakończył kierowanie resortem sportu i rekreacji, a w maju 2017 odszedł z resortu spraw zagranicznych.